# Maguey Blanco (Guanajuato)
Maguey Blanco es una localidad del estado mexicano de Guanajuato. Es parte del municipio de San Luis de la Paz.

## Demografía
| Gráfica de evolución demográfica |
|                                  |

| Censo | Población |
| ----- | --------- |
| 1990  | 474       |
| 2000  | 606       |
| 2010  | 972       |
| 2020  | 1 149     |